# Muhammad edh-Dhib
Muhammad edh-Dhib (Sinh 1931-?) tên đầy đủ là Muhammad Ahmed al-Hamed (Arabic: محمد الذئب) tên ông có nghĩa là "Con Sói Muhammad". Ông con của gia đình Ta'anireh Bedouins, một cậu bé chăn cừu, là người đã phát hiện ra Các Cuộn Biển Chết đầu tiên từ hang số 1. Khi một con cừu của mình bị lạc mất, cậu phải đi tìm kiếm nó và cậu đã phát hiện ra một cái hang nằm trên vách núi, cách Khirbet Qumran một khoảng trên 1 km về phía Bắc.
Năm 1960, edh-Dhib đổi tên thành Abu Dahoud có nghĩa là "cha của Dahoud", đó là một phong tục người Bedouin, họ thay đổi tên sau khi sinh đứa con đầu lòng.